# Église Sainte-Marie de Madiran
L'église Sainte-Marie de Madiran est une église catholique située à Madiran, dans le département français des Hautes-Pyrénées en France.

## Localisation
L'église est située dans le département français des Hautes-Pyrénées, sur la commune de Madiran.

## Historique
L'édifice est classé au titre des monuments historiques en 1996.

## Galerie de photos

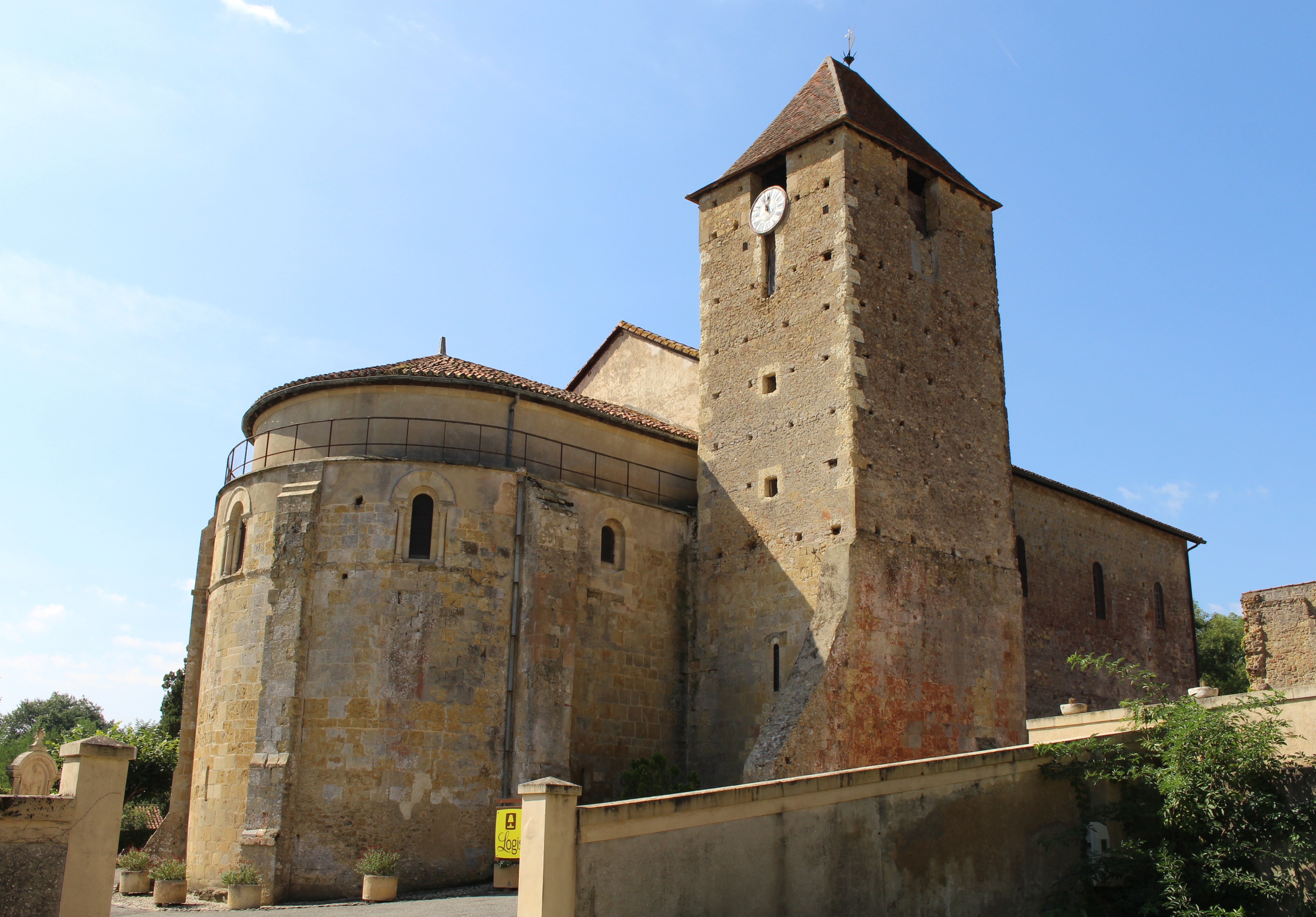
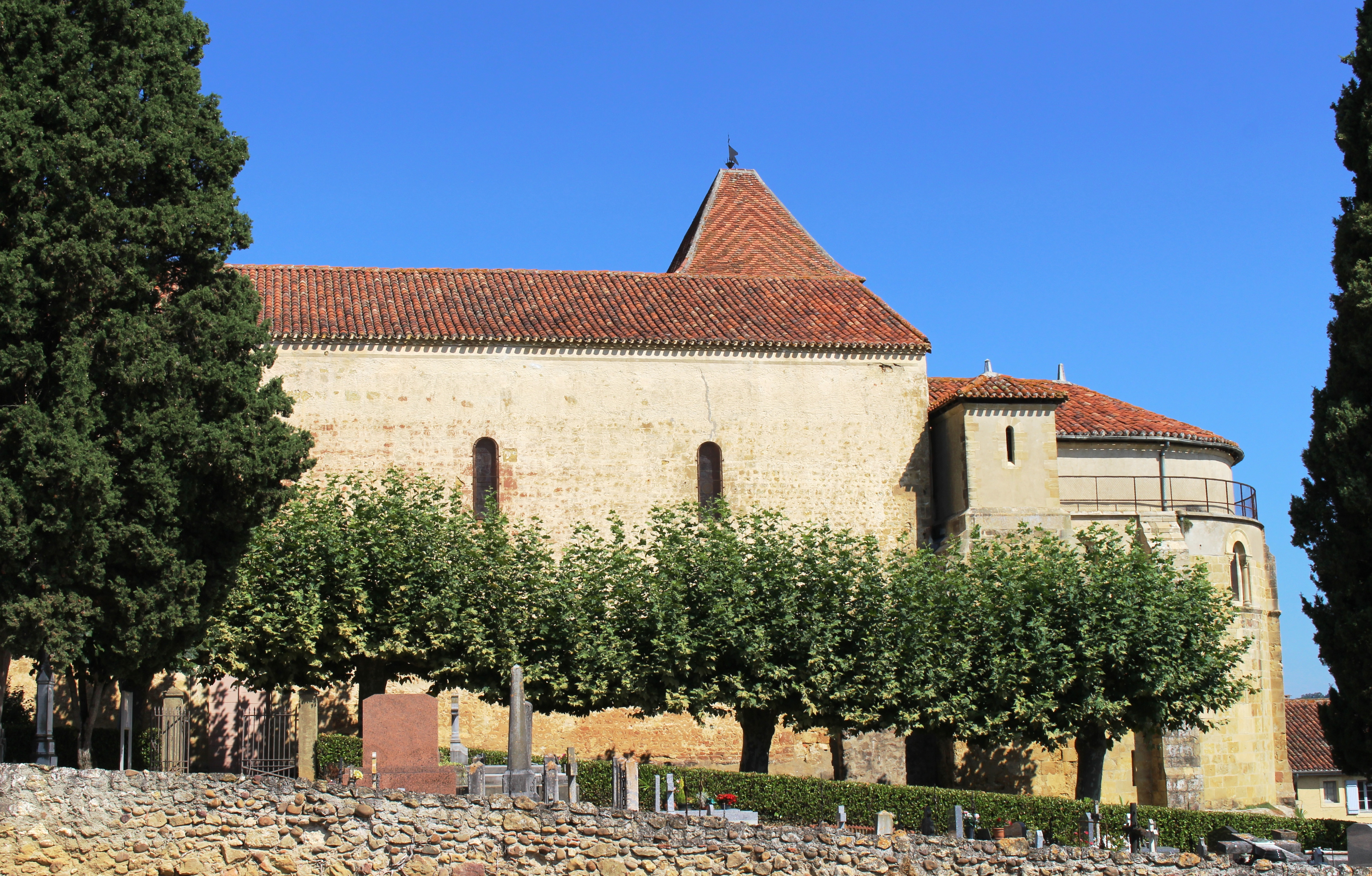